# Partido judicial de San Vicente de la Barquera
El partido judicial de San Vicente de la Barquera es uno de los ocho en los que se divide la comunidad autónoma de Cantabria, creado en 1988 mediante la Ley 38/1988, de 28 de diciembre, de Demarcación y de Planta Judicial, como número cuatro, tanto de los siete en los que se dividió inicialmente Cantabria, como posteriormente con la creación del octavo partido judicial.
Está conformado por un único juzgado de primera instancia e instrucción.

## Ámbito geográfico
| Partido Judicial | Capital de partido         | Municipios que comprende |
| ---------------- | -------------------------- | --- |
| 4                | San Vicente de la Barquera | Cabezón de Liébana, Camaleño, Cillorigo de Liébana, Comillas, Herrerías, Lamasón, Peñarrubia, Pesaguero, Polaciones, Potes, Rionansa, Ruiloba, San Vicente de la Barquera, Tresviso, Tudanca, Udías, Val de San Vicente, Valdáliga y Vega de Liébana |